# Knack (rivista)
Knack è una rivista settimanale belga in lingua olandese che include news locali, politica, sport, affari, offerte di lavoro ed eventi della comunità. Knack è stata fondata nel 1971 come la prima rivista di notizie fiamminghe nel paese. La rivista è stata modellata come Time, Newsweek, Der Spiegel e L'Express. Knack ha una linea politica liberale di sinistra. Il proprietario della rivista è Roularta Media Group. È pubblicata settimanalmente il mercoledì e la sua sede è a Bruxelles. È l'equivalente fiamminga della rivista francese Le Vif/L'Express che fa anche'ssa parte di Roularta Media Group. Knack ha diversi supplementi, Knack Weekend, Focus Knack e Mondiaal Nieuws, una rivista mensile alternativa. Nel 2010, Knack ha iniziato a offrire Tchin, un supplemento per la salute. La rivista ha avuto una distribuzione di 112 928 copie nel 2010 e 110 423 copie nel 2011.

## Redattori capo
| Nome                 | Periodo   | Note                           |
| -------------------- | --------- | ------------------------------ |
| Jan Schodts          | 1971      |                                |
| Frans Verleyen       | 1972-1983 |                                |
| Hubert Van Humbeeck  | 1983-1997 |                                |
| Rik Van Cauwelaert   | 1997-2006 |                                |
| Karl van den Broeck  | 2006-2011 |                                |
| Johan Van Overtveldt | 2011-2012 | Redattore simultaneo di Trends |
| Jörgen Oosterwaal    | 2012-2015 |                                |
| Bert Bultinck        | 2015-     |                                |

## Ex e attuali giornalisti di Knack

### Morti
- Frans Verleyen (1941-1997), direttore e editorialista
- Johan Anthierens (1937-2000), colonnista
- Walter De Bock (1946-2007), giornalista investigativo
- Frank De Moor (1948 -2004), giornalista investigativo
- Jeroen Oerlemans (1970-2016), fotoreporter

### Ex
- Rik Van Cauwelaert, direttore
- Marc Reynebeau
- Koen Meulenaere, colonnista
- Patrick Duynslaegher, critico cinematografico
- Erwin Vanmol, vignettista[2]

### Attuali
- Chris De Stoop
- Dirk Draulans
- Jean-Paul Mulders
- Walter Pauli
- Piet Piryns

### Illustratori
- Gal
- Gommaar Timmermans
- Ian
- Karl Meersman, alias "Karl"
- Erwin Vanmol